# Abida polyodon
Abida polyodon (Draparnaud, 1801) è un mollusco gasteropode terrestre appartenente alla famiglia Chondrinidae, molto diffuso in alcune aree di Spagna, Francia e Andorra.

## Descrizione
Specie con una conchiglia lunga circa 0,5-1,5 cm, con punta e spirali ben definite. Il peristoma, costellato di denti, è bianco.

## Distribuzione e habitat
Questa specie è molto diffusa nel basso bacino del Rodano, nel Massiccio Centrale e nei Pirenei orientali in Francia; nei Pirenei meridionali, in gran parte della Catalogna e a Minorca nell'Arcipelago delle Baleari in Spagna.
Risiede prevalentemente in aree prative o arbustive con presenza di substrati calcarei, meno frequentemente in aree rocciose, trovando rifugio sotto le pietre.

## Conservazione
La Lista rossa IUCN classifica Abida polyodon come specie a rischio minimo (Least Concern).
Pur non essendoci dati esaustivi sulla popolazione della specie, si ritiene che sia stabile essendo rinvenuta facilmente nel suo areale.